# Megapterygius
Megapterygius (що означає «велике крило») — вимерлий рід мозазаврів з пізньокрейдяної формації Тойяхо (член Хасегава Мудді Пісковик) у Японії. Рід містить один вид, M. wakayamaensis, відомий за майже повним скелетом.

## Відкриття та найменування
Зразок голотипу Megapterygius, WMNH-Ge-1140240002, був виявлений у відкладеннях мулистого пісковику Хасегава формації Тояджо поблизу вершини гори Тояджо в префектурі Вакаяма в Японії. Зразок складається з частини черепа, повного ряду шийних і спинних хребців із понад 40 хребцями, ребер, обох передніх ласт і лівої задньої ласти.
У 2023 році Коніші та ін. описав Megapterygius wakayamaensis як новий рід і вид мозазавринів на основі цих викопних останків. Родова назва «Megapterygius» походить від давньогрецького mégas, що означає великий, і pterygion, що означає крило, посилаючись на незвичайно великі крилоподібні ласти, які можна побачити у Megapterygius. Видова назва «wakayamaensis» вшановує префектуру Вакаяма, де голотип був знайдений і зараз зберігається.
Японська назва Megapterygius - "Wakayama Soryu", що перекладається як "вакаямський синій дракон". Саме слово «Сорю» використовується для позначення мозазаврів.

## Опис
Мегаптеригій — мозазавр середнього розміру з орієнтовною довжиною черепа 0.8 метра та довжиною тіла приблизно 6 метрів. І передні, і задні ласти довші за череп. Ця особливість не спостерігається в жодного іншого мозазавроїда з веслоподібними кінцівками. Крім того, задні ласти навіть більші за передні, що можна побачити лише у тилозавра.
Нервові шипи задніх дорсальних хребців голотипу Megapterygius демонструють різку зміну орієнтації, принаймні п’ять нервових шипів виступають антеродорзально. Це також спостерігається у деяких дельфінових китів, де це відповідає основі спинного плавника. Як і у китоподібних, зміна орієнтації відбувається позаду центру тяжіння тварини. Спинний плавець у мозазавра, якщо він є, міг би забезпечити стабільність під час руху під водою. Мегаптеригій є першим опублікованим доказом такої структури.